# میکائیل وارطانوف
میکائیل وارطانوف (روسی: Михаил Вартанов; ارمنی: Միքայել Վարդանով; فرانسوی: Mikhaïl Vartanov‎؛ ۲۱ فوریهٔ ۱۹۳۷ – ۳۱ دسامبر ۲۰۰۹) یک کارگردان فیلم، فیلم‌بردار، مستندساز، مقاله‌نویس، عکاس اهل ارمنستان بود.
وی هنرمندی بود که سبک فیلمسازی مستند با نام “direction of undirected action. ” را گسترش داد.